# Мальованці

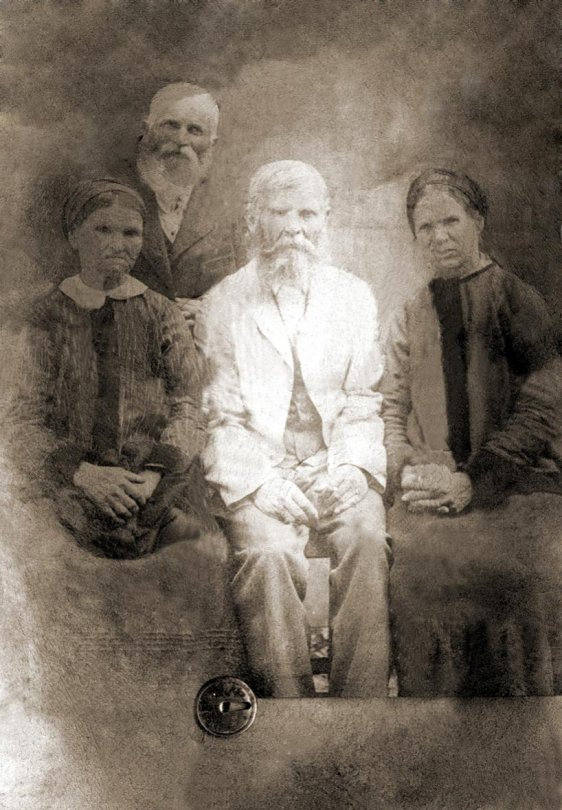
Кіндрат Мальований (у центрі) і послідовники його вчення

Мальо́ванці — група духовних християн, течія в баптизмі, що виникла в Російській імперії наприкінці 80-х років XIX століття і була поширена переважно в Київській, Херсонській та Мінській губерніях. Течія вийшла зі штундо-баптизму, однак, попри свій раціоналістичний характер, набула чітких містичних рис, і в цьому аспекті наближається до хлистів. Отримала свою назву за ім'ям засновника і голови Кіндрата Олексійовича Мальованого.

## Історія

### Виникнення
У 80-х роках XIX століття в Київській губернії досить широко поширився баптизм, принесений німецькими колоністами.
У 1884 році Кіндрат Мальований, біографію котрого можна простежити за публікаціями журналіста київської газети «Київська думка» (1913 рік) П. І. Кореневського, неписьменний міщанин-колесник міста Тараща, Київської губернії, йде з православ'я і, при великому скупченні народу, в присутності урядника та влади, хреститься за баптистським обрядом у ставку біля села Кердань, Таращанського повіту. Цей чоловік нібито з'явився на землі врятувати людей від Страшного суду, якого кожен повинен чекати з дня на день.
Однак за деякий час, в кінці 80-х років, в таращанську в'язницю переводять кілька сектантів з села Скибіна, що знаходиться в 30-ти верстах від міста Таращі, яких починають відвідувати однодумці, що зупиняються у Мальованого. На побачення з товаришами сектанти часто беруть з собою і Мальованого, вечорами ведуть з ним довгі релігійні бесіди і дискусії.
Через кілька місяців перебування у в'язниці, глава цього сектантського руху, Венедикт Душенковський, висилається в Єлизаветпольську губернію, а незабаром слідує висилка й інших сектантів. Проте сім'я релігійного сумніву вже кинуте в душу Мальованого і, після припинення спілкування з сектантами, він самостійно приймається за вивчення Біблії.
Мальований обирає з числа одновірців-баптистів чотирьох співрозмовників, що найбільше пасують за настроєм і разом з ними приступає до спільного вивчення Біблії. Через деякий час він приходить до висновків, що Ісус Христос є не людиною, а всього лише прообразом або синонімом істини чи правди, описувані в Біблії події лише притча або передбачення, а життя Христа ще попереду.

### Поширення і розвиток
Прийшовши до таких висновків Кондратій Мальований в травні-червні 1890 року починає проповідувати своє нове вчення.
У 1891 році Мальований оголосив, що в нього вселився Дух Святий, і оголосив себе Христом. Сергій Булгаков, автор «Довідника з єресей, сект і розколів» (вид. 1913, перевиданий у 2004 році), стверджував, що кожен послідовник Кіндрата вважався святим і живим втіленням Святого Письма. Послідовники на молебнях входили в транс, при цьому частим було явище, коли чоловіки молилися в жіночому одязі, а жінки голими. Вони завжди милися тільки в холодній воді на природі. Психіатр Володимир Бехтерєв у своїй книзі «Навіювання і його роль в суспільному житті» (глава «Епідемія мальованщини»), вказує на те, що однією з головних особливостей мальованського руху була наявність у людей галюцинацій.
Після цих подій біля будинку Мальованого, в якому крім нього проживала також його дружина і шестеро дітей, починають збиратися натовпи селян, що прийшли подивитися на «Спасителя», чутки про якого з надзвичайною швидкістю облетіли довколишні села і містечка.

### Арешт засновника
За деякий час Кондратій Мальований був арештований, після чого у квітні 1893 року його відвезли до Києва, до Кирилівського дому божевільних, де психіатр Іван Сікорський (батько відомого авіатора Ігоря Сікорського) визнав його душевнохворим, і 14 вересня того ж року, для виключення спілкування зі своїми послідовниками, був переведений в Казанський дім божевільних, де утримувався до серпня 1905 року.
Після запроторення Мальованого в лікарню для божевільних на чолі сектантів стає селянин Сквирського повіту Іван Лисенко, котрий у свою чергу оголосив себе Христом, Сином Божим, а Мальованого — Богом-Отцем, що явився у плоті.
Після виходу з лікарні Кіндрат повернувся до Таращі, де проживав до своєї смерті 21 лютого 1913 року.
Після смерті він залишив автобіографію «Історія життя К. Мальованого», а також численні «Послання». Оскільки сам Кіндрат Мальований був неписьменний, тексти за нього записував його зять, також член секти.

### Від смерті Мальованого до наших днів
Після запроторення Мальованого до будинку для божевільних рух мальованців продовжував поширюватися у Київській, а також у Херсонській та Мінській губерніях, перекинувся в Сибір і навіть дійшов до Іркутської губернії.
Мальованці (толстовці-мальованці), що жили в околицях Києва, залишалися вірні поглядам засновника течії і після його смерті. В 60-ті роки 20 століття мальованці масово піддавалися висилкам і гонінням за відкидання держави. Молодь потрапляла до в'язниці за відмову брати в руки зброю. В наш час рух має певну кількість послідовників в Україні (Київська та Житомирська області), а також в Росії (Тульська область).

## Мальованці та відомі люди
Після повернення до Росії в 1905 році, у мальованців деякий час жив Іван Трегубов, автор низки статей з російського сектантства.
На захист мальованців виступав Павло Бірюков — російський публіцист і громадський діяч, відомий як найбільший біограф, друг і послідовник Льва Толстого.